# NGC 5795
NGC 5795 је спирална галаксија у сазвежђу Волар која се налази на NGC листи објеката дубоког неба.
Деклинација објекта је + 49° 23' 55" а ректасцензија 14h 56m 19,0s. Привидна величина (магнитуда) објекта NGC 5795 износи 14,0 а фотографска магнитуда 14,7. NGC 5795 је још познат и под ознакама UGC 9617, MCG 8-27-35, CGCG 248-29, KUG 1454+495, IRAS 14546+4935, PGC 53402.